# Узембли
Узембли (пол. Uziębły) — село в Польщі, у гміні Папротня Седлецького повіту Мазовецького воєводства.
Населення — 89 осіб (2011).
У 1975-1998 роках село належало до Седлецького воєводства.

## Демографія
Демографічна структура станом на 31 березня 2011 року:
|          | Загалом | Допрацездатний вік | Працездатний вік | Постпрацездатний вік |
| -------- | ------- | ------------------ | ---------------- | -------------------- |
| Чоловіки | 45      | 8                  | 31               | 6                    |
| Жінки    | 44      | 5                  | 25               | 14                   |
| Разом    | 89      | 13                 | 56               | 20                   |